# Neuraeschna cornuta
Neuraeschna cornuta – gatunek ważki z rodziny żagnicowatych (Aeshnidae).